# Мочна
Мочна (словен. Močna) је насељено место у општини Ленарт, Подравска регија, Словенија.

## Историја
До територијалне реорганизације у Словенији била је у саставу старе општине Ленарт.

## Становништво
У попису становништва из 2011. године, Мочна је имала 275 становника.
| Број становника према пописима | Број становника према пописима | Број становника према пописима |
| ------------------------------ | ------------------------------ | ------------------------------ |
| 1991                           | 2002                           | 2011                           |
| 222                            | 242                            | 275                            |

Напомена: Године 1963. увећан за део Партиње насеља који је укинут.